# Höchsterwünschtes Freudenfest, BWV 194
Höchsterwünschtes Freudenfest, BWV 194 (Festa grossa, amb deliri esperada), és una cantata de Johann Sebastian Bach, composta a Leipzig, per a la inauguració de l'orgue de l'església de Störmthal el 2 de novembre de 1723.

## Origen i context
L'autor, desconegut, empra la sisena i setena estrofes de l'himne Treuer Gott, ich mus dir klagen de Johann Heermann (1630) per al coral de la primera part, i la novena i desena de Wach auf, mein Herz, und singe de Paul Gerhardt (1647) per al coral que clou l'obra. Prové d'una cantata profana de felicitació composta a l'època de Köthen de la que només se n'han conservat les partitures de les parts instrumentals (BWV 194a). A més de la inauguració de l'orgue, se celebrà també la remodelació de l'església de Störmthal – situat uns 15 km al sud-est de Leipzig– fet que es reflecteix en el text que al·ludeix a la consagració del temple. El nou instrument, d'un únic teclat manual – que es conserva pràcticament intacte – fou construït per Zacharias Hildebrand, deixeble de Gottfried Silbermann. El llibret, escrit a partir de passatges de la Bíblia, gira al voltant de la idea de lloar Déu. Atesa la dedicatòria de la cantata podria esperar-se una participació significativa de l'orgue, però només en forma part, com d'habitual, del continu. Una versió abreujada posterior per al 16 de juny de 1726, sí que contempla l'orgue com a instrument obligat. Aquesta cantata fou interpretada també el Diumenge de Trinitat dels anys 1724, 1726 i 1731. Després de la mort de Bach l'obra fou interpretada a Halle sota la direcció del seu fill Wilhelm Friedemann.

## Anàlisi
Obra escrita per a soprano, tenor, baix i cor; tres oboès, corda i baix continu amb fagot. Consta de dotze números repartits en dues parts, interpretades abans i després del sermó.
Primera part
1. Cor: Höchsterwünschtes Freudenfest (Festa grossa, amb deliri esperada)
2. Recitatiu (baix): Unendlich großer Gott, ach wende dich (Déu immensament gran)
3. Ària (baix): Was des Höchsten Glanz erfüllt (Tot allò que vessa de resplendor diví)
4. Recitatiu (soprano):  Wie könnte dir, du höchstes Angesicht, (Com és possible, oh Tu, Suprema Faç)
5. Ària (soprano): Hilf, Gott, dass es uns gelingt (Ajuda’ns perquè ens en sortim, Senyor)
6. Coral: Heilger Geist ins Himmels Throne (Esperit Sant, en el tron del cel)

Segona part
1. Recitatiu (tenor): Ihr Heiligen, erfreuet euch (Vosaltres, oh Sants, salteu de goig)
2. Ària (tenor): Des Höchsten Gegenwart allein (Només la presència del Suprem)
3. Recitatiu (duet de baix i soprano): Kann wohl ein Mensch zu Gott im Himmel steigen?  (És veritat, que un home pot anar al cel?)
4. Ària (duet de soprano i baix): O wie wohl ist uns geschehn (O, quina sort hem tingut tan gran)
5. Recitatiu (baix): Wohlan demnach, du heilige Gemeine (Vinga, per això, Comunitat beneïda)
6. Coral: Sprich Ja zu meinen Taten (Digues que sí, a les meves accions)

És una obra llarga amb dues parts de sis números cadascuna que acaben les dues amb un coral. Les àries estan escrites seguint un model de dansa, la de baix (número 3) de pastoral, la de soprano (número 5) de gavota, la de tenor (número 8) de giga i el duo de soprano i baix (número 10) de minuet, que, en conjunt, li donen una aparença de suite. El cor inicial té format d'obertura francesa, articulat en tres seccions, una primera solemne i pausada, dels oboès i fagot, amb l'estil que anunciava la presència del sobirà o càrrec principal; una segona, ràpida, en què les cordes fan el paper dels oboès de l'anterior i la tercera que clou amb la intervenció del cor que canta les paraules del títol de la cantata. A continuació dos números a càrrec del baix, un recitatiu secco sense res a comentar i una ària d'estil clarament pastoral amb una participació destacada de l'oboè duplicat pel primer violí. Després és el soprano el protagonista del dos números posteriors, un recitatiu, número 4, amb un melisma sobre la paraula freude (alegria) i l'ària, amb l'acompanyament de tota la corda, amb aire de gavota i una referència al llibre d'Isaïes (6, 6-7): “Em va tocar la boca i digué: Ara que això ha tocat els teus llavis, ha desaparegut la teva culpa, ha estat esborrat el teu pecat”. El coral amb el text indicat i la melodia del famós Freu dich sehr, o meine Seele coneguda des del segle XV incorporada a l'ús religiós en els Salms francesos” de títol “Pseaumes octante trois de David, mis en ritme Francoise (Ginebra, 1551), clou la primera part.
La segona part s'inicia amb una doble intervenció del tenor, un recitatiu secco amb un melisma sobre erfreuet euch (salteu de goig), i una ària, número 8, amb l'únic acompanyament del continu. El recitatiu del número 9 és especialment destacat, comença com un diàleg entre el baix i el soprano, en què el primer, representant el dubte, pregunta i el segon, representant la confiança, respon. A l'ària següent el soprano i el baix continuen de manera lírica el recitatiu anterior acompanyats pels oboès i el continu, amb un aire de minuet. Un recitatiu secco de baix amb unes vocalitzacions sobre du heilige Gemeine (Comunitat beneïda), dona pas al coral final amb la melodia de Nun lasst uns Gott, dem Herr Dank sagen, original de Nikolaus Selnecker – alumne de Philipp Melanchthon sistematitzador i propulsor de la Reforma luterana – incorporada al cantoral per Johann Crüger (1669). Té una durada aproximada d'uns quaranta minuts.

## Discografia seleccionada
- J.S. Bach: Das Kantatenwerk. Sacred Cantatas Vol. 10. Nikolaus Harnoncourt, Concentus Musicus Wien, Tölzer Knabenchor (Gerard Schmidt-Gaden, director), Hans Stricker, Stefan Gienger (solistes del cor), Kurt Equiluz, Thomas Hampson. (Teldec), 1994.
- J.S. Bach: The complete live recordings from the Bach Cantata Pilgrimage. CD 25: St Magnus Cathedral, Kirkwall; 18 de juny de 2000. John Eliot Gardiner, English Baroque Soloists, Monteverdi Choir, Ruth Holton, Paul Agnew, Peter Harvey. (Soli Deo Gloria), 2013.
- J.S. Bach: Complete Cantatas Vol. 9. Ton Koopman, Amsterdam Baroque Orchestra & Choir, Sibyla Rubens, Christoph Prégardien, Klaus Mertens. (Challenge Classics), 2005.
- J.S. Bach: Cantatas Vol. 16. Masaaki Suzuki, Bach Collegium Japan, Yukari Nonoshita, Makoto Sakurada, Peter Kooij. (BIS), 2001.
- J.S. Bach: Church Cantatas Vol. 58. Helmuth Rilling, Bach-Collegium Stuttgart, Gächinger Kantorei Stuttgart, Judith Beckmann, Adalbert Kraus, Walter Heldwein. (Hänssler), 1999.